# Sopotnica, Prijepolje
Sopotnica (izvirno srbsko Сопотница) je naselje v Srbiji, ki upravno spada pod Občino Prijepolje; slednja pa je del Zlatiborskega upravnega okraja.

## Demografija
V naselju živi 113 polnoletnih prebivalcev, pri čemer je njihova povprečna starost 44,8 let (42,8 pri moških in 47,0 pri ženskah). Naselje ima 45 gospodinjstev, pri čemer je povprečno število članov na gospodinjstvo 3,02.
To naselje je, glede na rezultate popisa iz leta 2002, večinoma srbsko, a v času zadnjih treh popisov je opazno zmanjšanje števila prebivalcev.
|  |

| Demografija | Demografija     | Demografija     |
| Leto        | Št. prebivalcev | Št. prebivalcev |
| ----------- | --------------- | --------------- |
|             |                 |                 |
|             |                 |                 |
|             |                 |                 |
|             |                 |                 |
| 1948        | 416             |                 |
| 1953        | 468             |                 |
| 1961        | 430             |                 |
| 1971        | 394             |                 |
| 1981        | 322             |                 |
| 1991        | 233             | 228             |
| 2002        | 155             | 136             |
|             |                 |                 |

| Etnična sestava po popisu iz leta 2002 | Etnična sestava po popisu iz leta 2002 | Etnična sestava po popisu iz leta 2002 | Etnična sestava po popisu iz leta 2002 | Etnična sestava po popisu iz leta 2002 |
| -------------------------------------- | -------------------------------------- | -------------------------------------- | -------------------------------------- | -------------------------------------- |
| Srbi                                   | Srbi                                   |                                        | 103                                    | 75,73%                                 |
| Muslimani                              | Muslimani                              |                                        | 32                                     | 23,52%                                 |
| Neznano                                | Neznano                                |                                        | 1                                      | 0,73%                                  |